# 上谷郡
上谷郡（じょうこく-ぐん）は、中国にかつて存在した郡である。秦の時代に設置。現在の中華人民共和国北京市にあたる。

## 歴史
紀元前222年、秦が燕を滅ぼすと、その地に上谷郡・漁陽郡・右北平郡・遼西郡・遼東郡が置かれた。
前漢の上谷郡は幽州に属し、沮陽・泉上・潘・軍都・居庸・雊瞀・夷輿・寧・昌平・広寧・涿鹿・且居・茹・女祁・下落の15県を管轄した。
王莽のとき、上谷郡は朔調郡と改称し、その属県についても沮陽を沮陰、泉上を塞泉、潘を樹武、夷輿を朔調亭、寧を博康、昌平を長昌、広寧を広康、涿鹿を抪陸、且居を久居、茹を穀武、女祁を祁、下落を下忠と改称された。
後漢が建てられると、上谷郡の称にもどされた。上谷郡は沮陽・潘・居庸・雊瞀・寧・広寧・涿鹿・下落の8県を管轄した。49年（建武25年）、烏桓族の大人（たいじん：部族長）郝旦（かくたん）等が後漢に朝貢すると、光武帝は彼らを幽州の各郡に住まわせたので、上谷郡にも烏桓族が住むようになる。また、護烏桓校尉の役所を寧県の寧城に置いた。
晋の上谷郡は沮陽・居庸の2県を管轄した。
北魏の上谷郡は燕州に属し、平舒・居庸の2県を管轄した。
581年（開皇元年）、隋により易州が置かれ、上谷郡は易州に属した。583年（開皇3年）、隋が郡制を廃すると、上谷郡は廃止され、易州に編入された。607年（大業3年）に州が廃止されて郡が置かれると、易州は上谷郡と改称された。隋の上谷郡は易・淶水・遒・遂城・永楽・飛狐の6県を管轄した。
621年（武徳4年）、唐が竇建徳を滅ぼすと、上谷郡は易州と改められ、易・淶水・遒・遂城・永楽の5県を管轄した。735年（開元23年）、五迴・楼亭・板城の3県を新設した。742年（天宝元年）、易州は上谷郡と改称された。758年（乾元元年）、上谷郡は易州と改称された。易・容城・遂城・淶水・満城の5県を管轄した。
これ以降、上谷郡の名は見られなくなる。

## 参考資料
- 『史記』
- 『漢書』（地理志第八）
- 『後漢書』（郡国志第二十三）
- 『晋書』（地理志上）
- 『魏書』（志第五 地形二上）
- 『隋書』（志第二十五　地理中）
- 『旧唐書』（志第十九　地理二）
- 『新唐書』（志第二十九　地理三）